# Henri Arends
Henri Arends (né le 8 mai 1921 à Maastricht, mort le 6 août 1994 à Lanaken) était un chef d'orchestre néerlandais.
Il fait partie de cette génération de chefs d'orchestre qui ont voué autant d'attention à la musique moderne qu'à la musique classique ou romantique.

## Biographie
Il a débuté comme violoniste, après quoi il a participé aux cours de direction d'orchestre à Salzbourg sous la direction de Carlo Zecchi et à l'Accademia Chigiana de Sienne, sous celle de Paul van Kempen.
Très jeune il s'est imposé par la maturité de ses interprétations et par une mémoire musicale exceptionnelle.
Wilhelm Furtwängler, qui l'avait vu travailler avec l'orchestre du Mozarteum lui prédit une carrière brillante.
De 1953 à 1957 il fut assistant-chef d'orchestre puis 2e chef du l'Orchestre Royal du Concertgebouw à Amsterdam et en même temps répétiteur du chœur "Toonkunst".
Nommé par la suite chef de l'Orchestre philharmonique de Hollande du Nord, il attira l'attention par une présentation toute neuve du grand répertoire orchestral et par l'originalité de ses essais pour intéresser un nouveau public. L'une de ces entreprises, pleine de succès, fut le Festival "Hartewens" ("Désir de cœur") destiné aux jeunes.
En qualité de chef d'orchestre invité il a été applaudi dans de nombreuses salles de concerts en Hollande et a l'étranger. Partout il fut apprécié par le public, les exécutants de l'orchestre et la presse avec sympathie, louanges et admiration[réf. souhaitée].
Il a dirigé entre autres les orchestres radiophoniques d'Hilversum, de Genève, d'Helsinki, de Nice et de Paris; l'orchestre FOK de Prague, les Philharmonies de Brno, d'Ostrawa, de Cracovie, de Lodz, de Gdansk, de Katowice, de Budapest et d'Innsbruck ; l'orchestre Mozarteum de Salzbourg, celui d'Osnabrück et d'Aix-la-Chapelle. Il a aussi donné des concerts en Afrique du Sud (Johannesburg et au Cap), aussi qu'aux États-Unis (New York et Bâton-Rouge).

## Source
- (en) Cet article est partiellement ou en totalité issu de l’article de Wikipédia en anglais intitulé « Henri Arends » (voir la liste des auteurs).